# Specie di Alpinia
Elenco delle specie di Alpinia

## A
```
   Alpinia abundiflora Burtt & R.M.Sm.
   Alpinia acuminata R.M.Sm.
   Alpinia adana C.K.Lim
   Alpinia aenea B.L.Burtt & R.M.Sm.
   Alpinia albipurpurea (P.Royen) R.M.Sm.
   Alpinia amentacea R.M.Sm.
   Alpinia apoensis Elmer
   Alpinia aquatica (Retz.) Roscoe
   Alpinia arctiflora (F.Muell.) Benth.
   Alpinia arfakensis K.Schum.
   Alpinia argentea (B.L.Burtt & R.M.Sm.) R.M.Sm.
   Alpinia arundelliana (F.M.Bailey) K.Schum.
   Alpinia asmy C.K.Lim
   Alpinia assimilis Ridl.
   Alpinia athroantha Valeton
   Alpinia austrosinense (D.Fang) P.Zou & Y.S.Ye
```

## B
```
   Alpinia bambusifolia C.F.Liang & D.Fang
   Alpinia beamanii R.M.Sm.
   Alpinia biakensis R.M.Sm.
   Alpinia bodenii R.M.Sm.
   Alpinia boia Seem.
   Alpinia boninsimensis Makino
   Alpinia borraginoides K.Schum.
   Alpinia brachyantha Merr.
   Alpinia brevilabris C.Presl
   Alpinia breviligulata (Gagnep.) Gagnep.
   Alpinia brevis T.L.Wu & S.J.Chen
```

## C
```
   Alpinia caerulea (R.Br.) Benth.
   Alpinia calcarata (Andrews) Roscoe
   Alpinia calcicola Q.B.Nguyen & M.F.Newman
   Alpinia calycodes K.Schum.
   Alpinia capitellata Jack
   Alpinia carinata Valeton
   Alpinia carolinensis Koidz.
   Alpinia celebica K.Schum.
   Alpinia chaunocolea K.Schum.
   Alpinia chinensis (Retz.) Roscoe
   Alpinia chrysorachis K.Schum.
   Alpinia coeruleoviridis K.Schum.
   Alpinia conchigera Griff.
   Alpinia condensata Valeton
   Alpinia conferta B.L.Burtt & R.M.Sm.
   Alpinia congesta Elmer
   Alpinia conghuaensis J.P.Liao & T.L.Wu
   Alpinia conglomerata R.M.Sm.
   Alpinia copelandii Ridl.
   Alpinia coriacea T.L.Wu & S.J.Chen
   Alpinia coriandriodora D.Fang
   Alpinia corneri (Holttum) R.M.Sm.
   Alpinia cumingii K.Schum.
   Alpinia cylindrocephala K.Schum.
```

## D
```
   Alpinia dasystachys Valeton
   Alpinia dekockii Valeton
   Alpinia densibracteata T.L.Wu & S.J.Chen
   Alpinia densiflora K.Schum.
   Alpinia denticulata (Ridl.) Holttum
   Alpinia diffissa Roscoe
   Alpinia divaricata Valeton
   Alpinia diversifolia (Elmer) Elmer
   Alpinia domatifera Valeton
   Alpinia dyeri K.Schum.
```

## E
```
   Alpinia elegans (C.Presl) K.Schum.
   Alpinia elmeri R.M.Sm.
   Alpinia emaculata S.Q.Tong
   Alpinia epiphytica Meekiong, Ipor & Tawan
   Alpinia eremochlamys K.Schum.
   Alpinia euastra K.Schum.
   Alpinia eubractea K.Schum.
```

## F
```
   Alpinia fax B.L.Burtt & R.M.Sm.
   Alpinia flabellata Ridl.
   Alpinia flagellaris (Ridl.) Loes.
   Alpinia formosana K.Schum.
   Alpinia foxworthyi Ridl.
   Alpinia fusiformis R.M.Sm.
```

## G
```
   Alpinia gagnepainii K.Schum.
   
Alpinia galanga
 
(L.) Willd.

   Alpinia gigantea Blume
   Alpinia glabra Ridl.
   Alpinia glabrescens Ridl.
   Alpinia glacicaerulea R.M.Sm.
   Alpinia globosa (Lour.) Horan.
   Alpinia gracillima Valeton
   Alpinia graminea Ridl.
   Alpinia graminifolia D.Fang & G.Y.Lo
   Alpinia guinanensis D.Fang & X.X.Chen
```

## H
```
   Alpinia haenkei C.Presl
   Alpinia hagena R.M.Sm.
   Alpinia hainanensis K.Schum.
   Alpinia hansenii R.M.Sm.
   Alpinia havilandii K.Schum.
   Alpinia hibinoi Masam.
   Alpinia himantoglossa Ridl.
   Alpinia hirsuta (Lour.) Horan.
   Alpinia horneana K.Schum.
   Alpinia hulstijnii Valeton
   Alpinia hylandii R.M.Sm.
```

## I
```
   Alpinia × ilanensis S.C.Liu & J.C.Wang
   Alpinia illustris Ridl.
   Alpinia inaequalis (Ridl.) Loes.
   Alpinia intermedia Gagnep.
```

## J
```
   Alpinia janowskii Valeton
   Alpinia japonica (Thunb.) Miq.
   Alpinia javanica Blume
   Alpinia jianganfeng T.L.Wu
   Alpinia jingxiensis D.Fang
   Alpinia juliformis (Ridl.) R.M.Sm.
```

## K
```
   Alpinia kawakamii Hayata
   Alpinia kiungensis R.M.Sm.
   Alpinia klossii (Ridl.) R.M.Sm.
   Alpinia koidzumiana Kitam.
   Alpinia koshunensis Hayata
   Alpinia kusshakuensis Hayata
   Alpinia kwangsiensis T.L.Wu & S.J.Chen
```

## L
```
   Alpinia laosensis Gagnep.
   Alpinia latilabris Ridl.
   Alpinia lauterbachii Valeton
   Alpinia laxisecunda B.L.Burtt & R.M.Sm.
   Alpinia leptostachya Valeton
   Alpinia ligulata K.Schum.
   Alpinia ludwigiana R.M.Sm.
```

## M
```
   Alpinia maclurei Merr.
   Alpinia macrocephala K.Schum.
   Alpinia macrocrista Ardiyani & Ardi
   Alpinia macroscaphis K.Schum.
   Alpinia macrostaminodia Chaveer. & Sudmoon
   Alpinia macrostephana (Baker) Ridl.
   Alpinia macroura K.Schum.
   Alpinia malaccensis (Burm.f.) Roscoe
   Alpinia manii Baker
   Alpinia manostachys Valeton
   Alpinia martini R.M.Sm.
   Alpinia maxii R.M.Sm.
   Alpinia melichroa K.Schum.
   Alpinia menghaiensis S.Q.Tong & Y.M.Xia
   Alpinia mesanthera Hayata
   Alpinia microlophon Ridl.
   Alpinia modesta F.Muell. ex K.Schum.
   Alpinia mollis C.Presl
   Alpinia mollissima Ridl.
   Alpinia monopleura K.Schum.
   Alpinia multispica (Ridl.) Loes.
   Alpinia murdochii Ridl.
   Alpinia musifolia Ridl.
   Alpinia mutica Roxb.
   Alpinia myriocratera K.Schum.
```

## N
```
   Alpinia nantoensis F.Y.Lu & Y.W.Kuo
   Alpinia napoensis H.Dong & G.J.Xu
   Alpinia newmanii N.S.Lý
   Alpinia nidus-vespae A.Raynal & J.Raynal
   Alpinia nieuwenhuizii Valeton
   Alpinia nigra (Gaertn.) Burtt
   Alpinia nobilis Ridl.
   Alpinia novae-hiberniae B.L.Burtt & R.M.Sm.
   Alpinia novae-pommeraniae K.Schum.
   Alpinia nutans (L.) Roscoe
```

## O
```
   Alpinia oblongifolia Hayata
   Alpinia oceanica Burkill
   Alpinia odontonema K.Schum.
   
Alpinia officinarum
 
Hance

   Alpinia × okinawaensis Tawada
   Alpinia oligantha Valeton
   Alpinia orthostachys K.Schum.
   Alpinia oui Y.H.Tseng & Chih C.Wang
   Alpinia ovata Z.L.Zhao & L.S.Xu
   Alpinia ovoidocarpa H.Dong & G.J.Xu
   Alpinia oxymitra K.Schum.
   Alpinia oxyphylla Miq.
```

## P
```
   Alpinia padacanca Valeton ex K.Heyne
   Alpinia pahangensis Ridl.
   Alpinia papuana Scheff.
   Alpinia parksii (Gillespie) A.C.Sm.
   Alpinia penduliflora Ridl.
   Alpinia petiolata Baker
   Alpinia pinnanensis T.L.Wu & S.J.Chen
   Alpinia platychilus K.Schum.
   Alpinia platylopha (Ridl.) Loes.
   Alpinia polyantha D.Fang
   Alpinia porphyrea R.M.Sm.
   Alpinia porphyrocarpa Ridl.
   Alpinia pricei Hayata
   Alpinia psilogyna D.Fang
   Alpinia ptychanthera K.Schum.
   Alpinia pubiflora (Benth.) K.Schum.
   Alpinia pulchella (K.Schum.) K.Schum.
   Alpinia pulcherrima Ridl.
   Alpinia pulchra (Warb.) K.Schum.
   Alpinia pumila Hook.f.
   
Alpinia purpurata
 
(Vieill.) K.Schum.

   Alpinia pusilla Ardi & Ardiyani
```

## R
```
   Alpinia rafflesiana Wall. ex Baker
   Alpinia regia K.Heyne ex R.M.Sm.
   Alpinia rigida Ridl.
   Alpinia romblonensis Elmer
   Alpinia romburghiana Valeton
   Alpinia rosacea Valeton
   Alpinia rosea Elmer
   Alpinia roxburghii Sweet
   Alpinia rubricaulis K.Schum.
   Alpinia rubromaculata S.Q.Tong
   Alpinia rufa (C.Presl) Náves
   Alpinia rufescens (Thwaites) K.Schum.
   Alpinia rugosa S.J.Chen & Z.Y.Chen
```

## S
```
   Alpinia salomonensis B.L.Burtt & R.M.Sm.
   Alpinia samoensis Reinecke
   Alpinia sandsii R.M.Sm.
   Alpinia scabra (Blume) Náves
   Alpinia schultzei Lauterb. ex Valeton
   Alpinia seimundii Ridl.
   Alpinia sericiflora K.Schum.
   Alpinia sessiliflora Kitam.
   Alpinia shimadae Hayata
   Alpinia siamensis K.Schum.
   Alpinia sibuyanensis Elmer
   Alpinia singuliflora R.M.Sm.
   Alpinia smithiae M.Sabu & Mangaly
   Alpinia stachyodes Hance
   Alpinia stenobracteolata R.M.Sm.
   Alpinia stenostachys K.Schum.
   Alpinia strobilacea K.Schum.
   Alpinia strobiliformis T.L.Wu & S.J.Chen
   Alpinia subfusicarpa Elmer
   Alpinia submutica K.Schum.
   Alpinia subspicata Valeton
   Alpinia subverticillata Valeton
   Alpinia superba (Ridl.) Loes.
   Alpinia suriana C.K.Lim
```

## T
```
   Alpinia tamacuensis R.M.Sm.
   Alpinia tonkinensis Gagnep.
   Alpinia tonrokuensis Hayata
   Alpinia trachyascus K.Schum.
   Alpinia tristachya (Ridl.) Loes.
```

## U
```
   Alpinia unilateralis B.L.Burtt & R.M.Sm.
   Alpinia uraiensis Hayata
```

## V
```
   Alpinia valetoniana Loes.
   Alpinia velutina Ridl.
   Alpinia velveta R.M.Sm.
   Alpinia versicolor K.Schum.
   Alpinia vietnamica H.Ð.Tr?n, Luu & Skornick.
   Alpinia vitellina (Lindl.) Ridl.
   Alpinia vitiensis Seem.
   Alpinia vittata W.Bull
   Alpinia vulcanica Elmer
```

## W
```
   Alpinia warburgii K.Schum.
   Alpinia wenzelii Merr.
   Alpinia werneri Lauterb. ex Valeton
   Alpinia womersleyi R.M.Sm.
```

## Z
```
   Alpinia zerumbet (Pers.) B.L.Burtt & R.M.Sm.
```